# Kadutu
 (août 2023).
Si vous disposez d'ouvrages ou d'articles de référence ou si vous connaissez des sites web de qualité traitant du thème abordé ici, merci de compléter l'article en donnant les références utiles à sa vérifiabilité et en les liant à la section « Notes et références ».
Kadutu est une commune de la ville de Bukavu, en république démocratique du Congo. Elle se situe au sud du centre-ville.